# Maljkovo
Maljkovo falu Horvátországban Split-Dalmácia megyében. Közigazgatásilag Hrvacéhez tartozik.

## Fekvése
Splittől légvonalban 35, közúton 54 km-re északra, Sinjtől 20 km-re, községközpontjától légvonalban 10, közúton 12 km-re északnyugatra, a Svilaja-hegység lábánál fekszik. Délnyugatról a Svilaja-hegység, északkeletről a Dinári-hegység és a Peruča-tó határolja. A településen halad át a Zágrábot Splittel összekötő 1-es számú főút.

## Története
A velencei seregek 1686-ban foglalták vissza a töröktől Sinj várát és vele együtt a mai Hrvace térségét. Ezt követően a velencei hatóságok irányításával és rámai ferences szerzetesek vezetésével Boszniából és Hercegovinából keresztény lakosság, köztük több száz pravoszláv család érkezett. A korabeli források szerint 1689-ben már itt éltek a Vučković, Budimir és Bilandžić családok, akik a mai napig is itt maradtak. A velencei-török háború után kialakult új hatalmi viszonyokat 1699-ben a karlócai béke szentesítette. Az 1714-ben kitört velencei-török háborúban átmenetileg újra török kézre került, de 1715-ben már újra velencei uralom alatt állt. 1718-ban a pozsareváci béke az új határt a Dinári-hegységnél húzta meg, így e térség velencei kézen maradt. Katolikus hívei a potravljei plébániához tartoztak és tartoznak ma is. 1797-ben a Velencei Köztársaság megszűnésével a település a Habsburg Birodalom része lett. 1806-ban Napóleon csapatai foglalták el és 1813-ig francia uralom alatt állt. Napóleon bukása után ismét Habsburg uralom következett, mely az első világháború végéig tartott. 1857-ben 201, 1910-ben 323 lakosa volt. Az I. világháború után rövid ideig az Olasz Királyság, ezután a Szerb-Horvát-Szlovén Királyság, majd Jugoszlávia része lett. A második világháború során férfi lakosságának nagy részét a szerb erők megkínozták, vagy megölték. A háború után a település a szocialista Jugoszlávia része lett. Az 1950-es években határának nagy részét, éppen a legjobb termőterületeket a Peruča-tó vizével árasztották el. A földjeit veszített lakosság nagy része a nagyobb városokba települt, a lakosság száma pedig mintegy felére csökkent. 1991-től a független Horvátországhoz tartozik. Ez évben lakosságának 95 százaléka horvát, 2 százaléka szerb nemzetiségű volt. A délszláv háború idején a település egy valamivel több mint egyéves időszaktól eltekintve horvát kézen maradt. 1991. szeptember 19-én foglalták el a szerb erők. A házak 90 százalékát és a templomot a szerbek felégették, a lakosság elmenekült. A horvát hadsereg a „Peruča” fedőnevű katonai akció során 1993 januárjában szabadította fel a települést. A krajinai szerb határ közelében levő falu lakossága azonban csak az 1995 augusztusában végrehajtott „Vihar” hadműveletet követően lélegezhetett fel végleg. Lakossága 2011-ben 76 fő volt.

## Lakosság
| Lakosság változása | Lakosság változása | Lakosság változása | Lakosság változása | Lakosság változása | Lakosság változása | Lakosság változása | Lakosság változása | Lakosság változása | Lakosság változása | Lakosság változása | Lakosság változása | Lakosság változása | Lakosság változása | Lakosság változása | Lakosság változása |
| ------------------ | ------------------ | ------------------ | ------------------ | ------------------ | ------------------ | ------------------ | ------------------ | ------------------ | ------------------ | ------------------ | ------------------ | ------------------ | ------------------ | ------------------ | ------------------ |
| 1857               | 1869               | 1880               | 1890               | 1900               | 1910               | 1921               | 1931               | 1948               | 1953               | 1961               | 1971               | 1981               | 1991               | 2001               | 2011               |
| 201                | 0                  | 270                | 317                | 298                | 323                | 351                | 375                | 483                | 341                | 191                | 221                | 199                | 153                | 82                 | 76                 |

(1869-ben lakosságát Potravljéhez számították.)

## Nevezetességei
Szent József tiszteletére szentelt római katolikus temploma 1913-ban épült az 1787-ben először említett régi Szent József kápolna helyén. Egyhajós épület, homlokzatán körablak, felette harangtorony látható, benne három haranggal. Hajójának hosszúsága 13 méter, szélessége 8 méter, az apszis hosszúsága 5 méter, szélessége 6 méter. Az apszisban található a nagyméretű márvány oltár Szent József képével. Az oltár két oldalán Szűzanya és Jézus Szíve szobrai láthatók. A templomot a délszláv háború idején a szerbek felgyújtották, teljes berendezése megsemmisült. 1997-ben és 1998-ban teljesen újjáépítették. Ennek során új tetőt, új szembemiséző oltárt kapott. Az oltárképet Josip Biffel akadémiai festővel festették újra és új keresztutat is elhelyeztek.